# Альбіон (Каліфорнія)
Альбіон (англ. Albion) — переписна місцевість (CDP) в США, в окрузі Мендосіно штату Каліфорнія. Населення — 153 особи (2020).

## Географія
Альбіон розташований за координатами 39°13′31″ пн. ш. 123°45′27″ зх. д. / 39.22528° пн. ш. 123.75750° зх. д. (39.225326, -123.757584).  За даними Бюро перепису населення США в 2010 році переписна місцевість мала площу 4,80 км², з яких 4,70 км² — суходіл та 0,10 км² — водойми.

## Демографія
Згідно з переписом 2010 року, у переписній місцевості мешкало 168 осіб у 82 домогосподарствах у складі 33 родин. Густота населення становила 35 осіб/км².  Було 112 помешкання (23/км²).
Расовий склад населення:
| - 89,3 % — білих - 3,0 % — азіатів - 2,4 % — корінних американців - 0,6 % — чорних або афроамериканців |

До двох чи більше рас належало 4,8 %. Частка іспаномовних становила 2,4 % від усіх жителів.
За віковим діапазоном населення розподілялося таким чином: 11,9 % — особи молодші 18 років, 67,9 % — особи у віці 18—64 років, 20,2 % — особи у віці 65 років та старші. Медіана віку мешканця становила 50,3 року. На 100 осіб жіночої статі у переписній місцевості припадало 115,4 чоловіків;  на 100 жінок у віці від 18 років та старших — 108,5 чоловіків також старших 18 років.
Цивільне працевлаштоване населення становило 115 осіб. Основні галузі зайнятості: сільське господарство, лісництво, риболовля — 26,1 %, мистецтво, розваги та відпочинок — 15,7 %, освіта, охорона здоров'я та соціальна допомога — 15,7 %.